# Coenosia wulpi
Coenosia wulpi este o specie de muște din genul Coenosia, familia Muscidae, descrisă de Adrian C. Pont în anul 1972. Conform Catalogue of Life specia Coenosia wulpi nu are subspecii cunoscute.